# Cantone di Artix et Pays de Soubestre
Il Cantone di Artix et Pays de Soubestre è una divisione amministrativa dell'Arrondissement di Pau.
È stato costituito a seguito della riforma approvata con decreto del 25 febbraio 2014, che ha avuto attuazione dopo le elezioni dipartimentali del 2015.

## Composizione
Comprende i seguenti 55 comuni:
- Argagnon
- Arget
- Arnos
- Arthez-de-Béarn
- Artix
- Arzacq-Arraziguet
- Aussevielle
- Balansun
- Beyrie-en-Béarn
- Bonnut
- Bougarber
- Bouillon
- Boumourt
- Cabidos
- Casteide-Cami
- Casteide-Candau
- Castétis
- Castillon
- Cescau
- Coublucq
- Denguin
- Doazon
- Fichous-Riumayou
- Garos
- Géus-d'Arzacq
- Hagetaubin
- Labastide-Cézéracq
- Labastide-Monréjeau
- Labeyrie
- Lacadée
- Lacq
- Larreule
- Lonçon
- Louvigny
- Malaussanne
- Mazerolles
- Méracq
- Mesplède
- Mialos
- Momas
- Mont
- Montagut
- Morlanne
- Piets-Plasence-Moustrou
- Pomps
- Poursiugues-Boucoue
- Saint-Médard
- Sallespisse
- Sault-de-Navailles
- Séby
- Serres-Sainte-Marie
- Urdès
- Uzan
- Viellenave-d'Arthez
- Vignes